# سعید عبدولی
سعید عبدُوَلی (زادهٔ ۱۳ آبان ۱۳۶۸ در اندیمشک) کشتی‌گیر سابق کشتی فرنگی و مربی ایرانی است که مدال برنز بازی‌های المپیک ۲۰۱۶ ریو و مدال طلای مسابقات قهرمانی کشتی جهان ۲۰۱۱ و بازی‌های آسیایی ۲۰۱۰ را کسب کرده‌است. سعید عبدولی در مسابقات قهرمانی جهان ۲۰۱۱ در وزن ۶۶ کیلوگرم توانست نهمین مدال طلای تاریخ کشتی فرنگی ایران در مسابقات جهانی را کسب کند و همچنین سهمیه ورود به بازی‌های المپیک تابستانی ۲۰۱۲ را نیز به‌دست آورد.
سعید عبدولی در مسابقات آسیایی ۲۰۱۴ اینچئون در کره جنوبی به تاریخ ۸ مهر ۱۳۹۳ در مرحله یک چهارم نهایی با تصمیم‌های بحث‌برانگیز داوران مغلوب کشتی‌گیر کره‌ای شد. این اتفاق خاطرهٔ داوری بحث‌برانگیز دیدار عبدولی با نماینده کشور فرانسه در چهارچوب رقابت‌های المپیک ۲۰۱۲ لندن را برای بسیاری از طرفداران این کشتی‌گیر زنده کرد. جایی که به اعتقاد بسیاری از کارشناسان عبدُوَلی با اشتباه داوری مغلوب رقیب‌اش شد و بعد از مدتی داوران را برای همیشه از قضاوت کردن محروم کردند. 
وی در مسابقات قهرمانی کشتی آسیا ۲۰۱۹ در وزن ۸۲ کیلوگرم قهرمان آسیا شد.
وی در مسابقات قهرمانی کشتی جهان ۲۰۱۹ در وزن ۸۲ کیلوگرم به مدال برنز دست یافت.
بنا به گفته برخی خبرنگاران وی با کارگری در حال گذران زندگی است.

## زندگی حرفه‌ای

### قهرمانی جهان ۲۰۱۰
در وزن ۶۶ کیلوگرم سعید عبدولی که نخستین سال حضورش در رقابت‌های جهانی را پشت سر می‌گذارد پس از استراحت در دور اول در دور دوم مقابل «پاسوس» از پرتغال در دو تایم با نتیجه ۱۲ بر صفر به پیروزی رسید اما در دور سوم مقابل توماس لورینچ از مجارستان با نتیجه صفر بر یک و صفر بر ۳ شکست خورد و با توجه به شکست لورینچ مجارستانی مقابل واچادزه از روسیه، عبدولی از دور رقابت‌ها کنار رفت.

### بازی‌های آسیایی گوانگژو ۲۰۱۰
سعید عبدولی در وزن ۶۶ کیلوگرم که پس از استراحت در دور نخست و پیروزی در دور دوم مقابل حریف تایلندی در دور سوم حریف هندی را شکست داد، در فینال به مصاف دارخان بایاخمتوف از قزاقستان رفت. عبدولی در تایم اول این مبارزه نتوانست امتیازی کسب کند و بازنده شد اما در وقت دوم برابر حریف قزاق به پیروزی ۲ بر صفر دست یافت تا کار به تایم سوم کشیده شود. در این تایم نیز عبدولی ۴ بر صفر پیروز شد و به مدال طلا دست پیدا کرد.

### قهرمانی جهان ۲۰۱۱
عبدولی پس از استراحت در دور نخست در دور دوم ماتیژوانک از لهستان را در دو تایم با نتیجه یک بر صفر به پیروزی رسید. این کشتی‌گیر خوزستانی در دور سوم مقابل فرانک اشتبلر از آلمان در دو تایم با نتیجه یک بر صفر و به پیروزی دست یافت. عبدولی در مرحله یک چهارم نهایی مقابل دارخان بایاخمیتوف از قزاقستان در دو تایم با نتایج مشابه یک بر صفر صاحب برتری شد و با حضور در جمع چهار کشتی‌گیر برتر سهمیه ورودی المپیک لندن را به‌دست آورد. عبدولی در مرحله نیمه نهایی توانست کیم هیون-وو از کره جنوبی را شکست دهد و به فینال مسابقات راه یابد. عبدولی در این مبارزه موفق شد در دو تایم با نتایج یک بر صفر و ۲ بر صفر مانوچار تسخادایا از گرجستان را شکست دهد و به عنوان قهرمانی و مدال طلای این دوره از رقابتها دست یافت.

### المپیک لندن ۲۰۱۲
سعید عبدولی در المپیک لندن ۲۰۱۲ ابتدا توانست آتاکان یوکسل ترکیه‌ای را با نتیجه ۳ بر صفر شکست دهد اما در دومین مسابقه خود با استیو گنو فرانسوی، ایهار برل مسابقه را با نتیجه ۳ بر صفر به حریف خود واگذار کرد و با باخت بعدی گنو از دور مسابقات حذف شد و به چهار نفر برتر این مسابقات نرسید.‏‏ داوران این دیدار عبارت بودند از:
- رئیس تشک: پرتی وهویلاینن (فنلاند)
- داور وسط: ایهار برل (بلاروس)
- قاضی:کارلوس گارسیا (اسپانیا)[۱۶]

پس از این مسابقه، محمد عباسی وزیر وزارت ورزش ایران و بهرام افشارزاده دبیر ملی کمیتهٔ المپیک در نامه‌ای به فیلا خواستار بررسی نحوهٔ قضاوت داور بلاروسی در این مسابقه شدند. محمود احمدی‌نژاد رئیس‌جمهور وقت ایران در نامه‌ای به وزیر ورزش دستور داد از عبدولی به مانند ورزشکاران که مدال طلا دریافت کرده‌اند تقدیر شود.
سعید عبدولی که بنا به گفتهٔ خود حقش را در این مسابقه پایمال شده می‌داند در دیدار با خبرنگاری در لندن گفت: «اگر محمد بنا نبود یقهٔ داور را در وسط تشک می‌گرفتم و او را می‌زدم. او زحمات چندین و چند ساله‌ام را به باد داد.»
این درحالی است که رئیس فدراسیون جهانی کشتی، رافائل مارتینتی، دلیل ادعای ناداوری در این رقابت را تحمل نداشتن مردم ایران در برابر شکست قهرمانان‌شان در مسابقات دانست و دربارهٔ مسابقهٔ عبدولی با کشتی‌گیر فرانسوی گفت: «فیلم این مسابقه با حضور تمام داوران حاضر در المپیک بازبینی شد؛ که نتیجهٔ آن تأیید قضاوت صحیح داوران بود.»

### قهرمانی آسیا ۲۰۱۴
در وزن ۷۵ کیلوگرم سعید عبدولی پس از استراحت در دور اول در دور دوم مقابل کیم هیون-وو قهرمان جهان و المپیک از کره جنوبی در حالی که ۵ بر ۳ عقب بود سه اخطاره شد و شکست خورد اما با توجه به حضور این کره‌ای در دیدار فینال عبدولی به دیدار رده‌بندی راه یافت. عبدولی در دیدار رده‌بندی وزن ۷۵ کیلوگرم به مصاف کاردیکوف از قزاقستان رفت و موفق شد ۶ بر صفر وی را شکست دهد و عنوان سوم را به خود اختصاص دهد.

### بازی‌های آسیایی اینچئون ۲۰۱۴
عبدولی در مرحلهٔ یک چهارم نهایی مسابقات کشتی بازی‌های آسیایی اینچئون ۲۰۱۴ برابر هیونگ جانگ، دارنده مدال طلای المپیک آتن ۲۰۰۰ از کره جنوبی به میدان رفت. او چهار فیتو روی نمایندهٔ کشور میزبان اجرا کرد و در نهایت او را ضربه فنی نمود که درابتدا به تأیید داوران نیز رسید اما مربی کره جنوبی، که معتقد بود عبدولی با گرفتن گردن حریف مرتکب خطا شده، در آستانهٔ بالا رفتن دست عبدولی بازبینی صحنه را درخواست نمود. هیئت داوران این مسابقه نتیجهٔ دیداری که با ضربه فنی به پایان رسیده بود را تغییر داد و علی‌رغم اعتراض‌های کشتی‌گیر ایرانی، رأی به ادامهٔ مسابقه داد. در نهایت این دیدار با نتیجه ۹ بر ۶ به سود نماینده کشور کره جنوبی خاتمه یافت. عبدولی در ادامه در شانس مجدد شرکت کرد و به دیدار رده‌بندی راه یافت و با پیروزی برابر رقیب خود به مقام سوم این مسابقات دست یافت.
کیومرث هاشمی رئیس وقت کمیته ملی المپیک ایران عنوان کرد که از سعید عبدولی به مانند دیگر طلا آوران آسیاد ۲۰۱۴ تجلیل خواهد شد.

### قهرمانی جهان ۲۰۱۵
سعید عبدولی پس از استراحت در دور نخست، در دور دوم به مصاف نوربیک خاشیمبکوف از ازبکستان رفت که قدرتمندانه حریف خود را در همان سه دقیقهٔ نخست و با نتیجهٔ ۸ بر صفر شکست داد. وی در دور سوم رقابت‌های وزن ۷۵ کیلوگرم به مصاف پاسکال ایزیلی از آلمان رفت و با امتیاز عالی ۱۰ بر صفر حریف خود را از پیش رو برداشت و به دور یک‌چهارم نهایی رسید. عبدولی در این مرحله زوراب داتوناشویلی نفر پنجم جهان و بازی‌های اروپایی و نایب قهرمان اروپا در سال ۲۰۱۳ از گرجستان را ۲ بر صفر شکست داد و به نیمه‌نهایی راه یافت که در این مرحله برابر مارک مادسن کشتی‌گیر با تجربه دانمارکی با نتیجهٔ ۲ بر ۲ به تساوی رسید اما به دلیل داشتن اخطار، بازندهٔ این مسابقه شد و از راهیابی به دور نهایی بازماند. عبدولی در دیدار رده‌بندی به مصاف اندی بیسک نفر سوم جهان از آمریکا رفت و در حالی که حریف از او سرحال‌تر به نظر می‌رسید با نتیجهٔ ۲ بر صفر مغلوب بسیک شد و عنوان پنجم را کسب کرد. کشتی‌گیر آمریکایی در طول مسابقه فن خاصی را اجرا نکرد اما از عکس‌العمل عبدولی در خاک با تصمیم داوران که عقیده داشتند عبدولی از پا استفاده کرده، ۲ امتیاز گرفت و نشان برنز را به‌دست‌آورد.

### المپیک ریو ۲۰۱۶
سعید عبدولی در نخستین دیدار در وزن ۷۵ کیلوگرم در المپیک ریو با مارک مادسن از دانمارک کشتی گرفت که این کشتی را با نتیجهٔ ۱–۱ و به دلیل اخطار آخر بازنده شد. او به شدت به داوری اعتراض کرد و با کارت زرد مواجه گردید. عبدولی در آستانهٔ کارت قرمز و حذف کامل بود که با هشدار محمد بنا سرمربی تیم ملی ایران به وسط تشک بازگشت و در پایان به دلیل فینالیست شدنِ حریف دانمارکی‌اش در گروه شانس مجدد توانست با شکستِ ویکتور نمس صرب و پیتر باکسی مجار، مدال برنز المپیک را کسب کند.

### قهرمانی جهان ۲۰۱۷
عبدولی در مسابقات جهانی ۲۰۱۷ پس از استراحت در دور نخست، در دور دوم مقابل ویکتور نمس از صربستان شکست خورد و به گروه بازنده‌ها رفت، اما در این گروه ماخات یرژیپوف از قزاقستان و کاراپت چالیان از ارمنستان را شکست داد و به دیدار رده‌بندی رقابت‌های جهانی راه یافت. در دیدار رده‌بندی وزن ۷۵ کیلوگرم، سعید عبدولی در مصاف با کازبک کیلو از بلاروس توانست با پیروزی ۸ بر صفر به نشان برنز رقابت‌های جهانی دست یابد.

### قهرمانی جهان ۲۰۱۸
سعید عبدولی در دور نخست ادگار بابایان دارنده نشان نقرهٔ اروپا از لهستان را در حالی‌که با نتیجهٔ ۵ بر ۳ پیش بود، ضربهٔ فنی کرد. وی در دور بعد مقابل لاشا گوبادزه دارندهٔ مدال برنز جهان از گرجستان قرار گرفت و وی را هم در حالی‌که با حساب ۶ بر ۲ پیش بود، ضربهٔ فنی کرد و به یک‌چهارم نهایی راه یافت. عبدولی در این مرحله در مصاف با رفیق حسینوف قهرمان اروپا از آذربایجان با نتیجهٔ ۳ بر صفر به پیروزی رسید و راهی نیمه‌نهایی شد. وی در این دیدار مقابل امراه کوش دارنده مدال برنز جهان از ترکیه با نتیجه ۶ بر ۴ شکست خورد و راهی دیدار رده‌بندی شد. عبدولی در دیدار تعیین مکان سوم وزن ۸۲ کیلوگرم کشتی فرنگی قهرمانی جهان که در شهر بوداپست مجارستان برگزار شد به مصاف ماکسیم مانوکیان از ارمنستان رفت و ۳ بر یک شکست خورد.

### قهرمانی آسیا ۲۰۱۹
سعید عبدولی پس از استراحت در دور اول در دور دوم با نتیجه ۹ بر صفر از سد ماخات یریژیپوف قهرمان آسیا از قزاقستان گذشت و به مرحله نیمه نهایی راه یافت. وی در این مرحله مقابل جالگاسبای بردیموراتوف از ازبکستان با نتیجه ۱۰ بر صفر به برتری رسید و به دیدار فینال راه یافت. عبدولی در دیدار فینال به مصاف سینگ هارپریت از هند رفت و با نتیجه ۸ بر صفر به پیروزی رسید.

### قهرمانی جهان ۲۰۱۹
سعید عبدولی پس از استراحت در دور اول در دور دوم با نتیجه ۹ بر صفر پتر نواک از جمهوری چک را از پیش رو برداشت. وی در دور سوم در مصاف با عدلان آکبف دارندهٔ مدال برنز اروپا از کشور روسیه با حساب ۲ بر یک به پیروزی رسید و راهی نیمه نهایی شد که در این مرحله با نتیجهٔ ۸ بر ۵ مقابل رفیق حسینوف از آذربایجان شکست خورد و به دیدار رده‌بندی رفت. در دیدار رده‌بندی سعید عبدولی برابر یوری شکریوبا از اوکراین با نتیجهٔ ۷ بر صفر به پیروزی رسید و صاحب نشان برنز جهان شد.

## دیپلم جهانی بازی منصفانه
سایت رسمی کمیته ملی المپیک نوشت: بعد از حق کشی محرز داوران در مسابقه سعید عبدولی با حریف کره‌ای در بازی‌های آسیایی اینچئون که در نهایت منجر به باخت نماینده ایران و عدم دستیابی وی به مدال طلا گردید، کمیته ملی المپیک طی نامه‌ای به کمیته بین‌المللی بازی جوانمردانه خواستار بررسی این موضوع گردید.
این شورا بعد از بازبینی فیلم این مبارزه و بررسی رأی داور مسابقات با توجه به این که سعید عبدولی به رغم ناداوری به احترام تماشاگران و نفس برگزاری بازی‌های ورزشی در اقدامی جوانمردانه اقدام به ادامه مسابقه تا پایان وقت قانونی کرد از وی تشکر شده و نماینده ایران را شایسته دریافت دیپلم جهانی بازی جوانمردانه دانست.
به همین منظور کمیته بین‌المللی بازی جوانمردانه برای تاریخ ۱۵ مهر ۱۳۹۴ در باکوی آذربایجان از سعید عبدولی برای دریافت دیپلم جهانی بازی جوانمردانه دعوت به عمل آورد. کمیته بین‌المللی بازی جوانمردانه هر ساله با بررسی رقابت‌ها و رویدادهای متعدد ورزشی ورزشکارانی را که به روح ورزش  احترام گذاشته و تصویری زیبا و جذاب از روح پهلوانی و برادری در ورزش به جا می‌گذارند دیپلم جهانی اعطا می‌کند.